# A Whiter Shade of Pale
"A Whiter Shade of Pale" és una cançó de la banda de rock anglesa Procol Harum que es va publicar com a disc debut el 12 de maig de 1967. El senzill va assolir el número 1 a la llista de singles del Regne Unit el 8 de juny i hi va romandre durant sis setmanes. Sense gaire promoció, va arribar al número 5 del Billboard Hot 100 dels EUA. Un dels himnes de l'Estiu de l'amor de 1967, és un dels senzills amb més èxit comercial de la història, havent venut més de 10 milions de còpies a tot el món. En els anys posteriors, "A Whiter Shade of Pale" s'ha convertit en un clàssic perdurable, amb més de 1.000 versions conegudes d'altres artistes.
Amb la seva melodia instrumental derivada de Bach, veus soul, to melancòlic i lletres inusuals, la música de "A Whiter Shade of Pale" va ser composta per Gary Brooker i Matthew Fisher, mentre que la lletra va ser escrita per Keith Reid. Originalment, els crèdits d'escriptura només enumeraven Brooker i Reid. El 2009, Fisher va guanyar el crèdit de coescriptura de la música en una sentència unànime dels Law Lords.
El 1977, la cançó va ser nomenada guanyadora conjunta (juntament amb "Bohemian Rhapsody" de Queen) del "Millor senzill britànic de pop 1952–1977" als Premis Brit. El 1998, la cançó va ser inclosa al Saló de la Fama dels Grammy. El 2004, el grup de drets d'actuació Phonographic Performance Limited el va reconèixer com el disc més reproduït per la radiodifusió britànica dels darrers 70 anys i Rolling Stone el va col·locar al 57è lloc de la seva llista de "Les 500 millors cançons de tots els temps". El 2009, es va informar que era la cançó més tocada en els últims 75 anys a llocs públics del Regne Unit.
La cançó s'ha inclòs en moltes recopilacions de música al llarg de les dècades i també s'ha utilitzat en les bandes sonores de nombroses pel·lícules i programes de televisió, com ara The Big Chill, Purple Haze, Breaking the Waves, The Boat That Rocked, Tour of Duty, House, MD, el segment d'Històries de Nova York de Martin Scorsese, Stonewall, Oblivion, la sèrie documental de Ken Burns i Lynn Novick The Vietnam War, la sèrie limitada de 2022 The Offer i Memory. També s'han presentat versions de la cançó en moltes pel·lícules, per exemple, de King Curtis a Withnail i jo i d'Annie Lennox a The net (La xarxa).

## Lletres
Keith Reid va obtenir el títol i el punt de partida de la cançó en una festa. Va escoltar algú a la festa que deia a una dona: "You've turned a whiter shade of pale" (literalment t'has fet un to més blanc de pàl·lidesa), i la frase se li va quedar a la ment. La lletra original tenia quatre versos, dels quals només se n'escolten dos a l'enregistrament original. El tercer vers s'ha escoltat en directes de Procol Harum, i més rarament el quart. Claes Johansen, al seu llibre Procol Harum: Beyond the Pale, suggereix que la cançó "tracta de forma metafòrica d'una relació home/dona que després d'algunes negociacions acaba en un acte sexual". Això es recolza a Lives of the Great Songs de Tim de Lisle, que remarca que la lletra es refereix a una seducció borratxo, que es descriu a través de referències al sexe com una forma de viatge, generalment nàutica, utilitzant viatges mítics i literaris. Altres observadors també han comentat que la lletra es refereix a una relació sexual.

Contràriament a les interpretacions anteriors, Reid va ser citat al número de febrer de 2008 de la revista Uncut dient:
Estava intentant evocar un estat d'ànim tant com explicar una història senzilla, noia-deixa-noi. Amb el sostre volant lluny i l'habitació amb més intensitat, volia pintar una imatge d'una escena. No estava intentant ser misteriós amb aquelles imatges, estava intentant ser evocador. Suposo que sembla una escena decadent que estic descrivint. Però jo era massa jove per haver experimentat cap decadència llavors. Potser havia estat fumant quan el vaig concebre, però no quan el vaig escriure. Va ser influenciat pels llibres, no per les drogues.
Estructuralment i temàticament, la cançó és inusual. Tot i que la versió gravada té una durada de 4:03, només es compon de dos versos, cadascun amb un cor. La peça també és més instrumental que la majoria de cançons de l'època, i amb un esquema rítmic molt més fluix. Les seves lletres inusualment al·lusives i referencials són molt més complexes que la majoria de lletres de l'època (per exemple, el cor al·ludeix a "El conte del moliner" de Geoffrey Chaucer). El lletrista, Keith Reid, va dir: "No he llegit mai El conte del moliner a la meva vida. Potser això és una cosa que sabia inconscientment, però certament no va ser una idea conscient per a mi citar de Chaucer, de cap manera".
La frase a whiter shade of pale ha guanyat des d'aleshores un ús generalitzat en llengua anglesa, observada per diversos diccionaris. Com a tal, la frase s'utilitza avui sovint en contextos independents de qualsevol consideració de la cançó. També s'ha parafrasejat molt.

## Composició

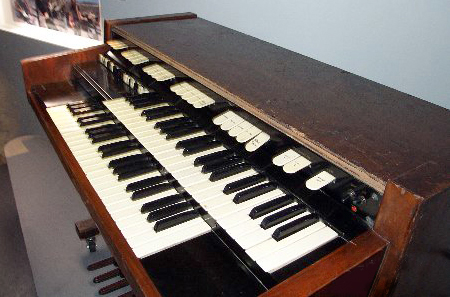
La part distintiva d'orgue inspirada en Bach de la cançó es va tocar en un Hammond M102.

La cançó està en temps moderat en do major i es caracteritza perquè la línia de baix es mou gradualment cap avall en un patró repetit al llarg. A la música clàssica això es coneix com a ostinato. L'estructura harmònica és idèntica per a la melodia d'orgue, el vers i el cor, excepte que el cor acaba amb una cadència. La melodia principal de l'orgue apareix al principi i després de cada vers/cor. Però també s'escolta a tot arreu, tocant variacions del seu tema i contrapuntant la línia vocal. Quan el cor comença "And so it was, that later..." (I així va ser, que més tard), l'acompanyament vocal i d'orgue comencen un breu crescendo, amb l'organista fent córrer el dit ràpidament cap avall i cap amunt de tot el teclat. La part instrumental final s'esvaeix fins al silenci, un dispositiu comú a la música pop de l'època.
La similitud entre la línia d'orgue Hammond d'"A Whiter Shade of Pale" i l'Aire de J. S. Bach de la seva Suite per a orquestra núm. 3 BWV 1068, (l'"Aire a la corda de Sol"), on la nota inicial sostinguda de la línia melòdica principal floreix en una melodia que flueix lliurement contra una línia de baix descendent.

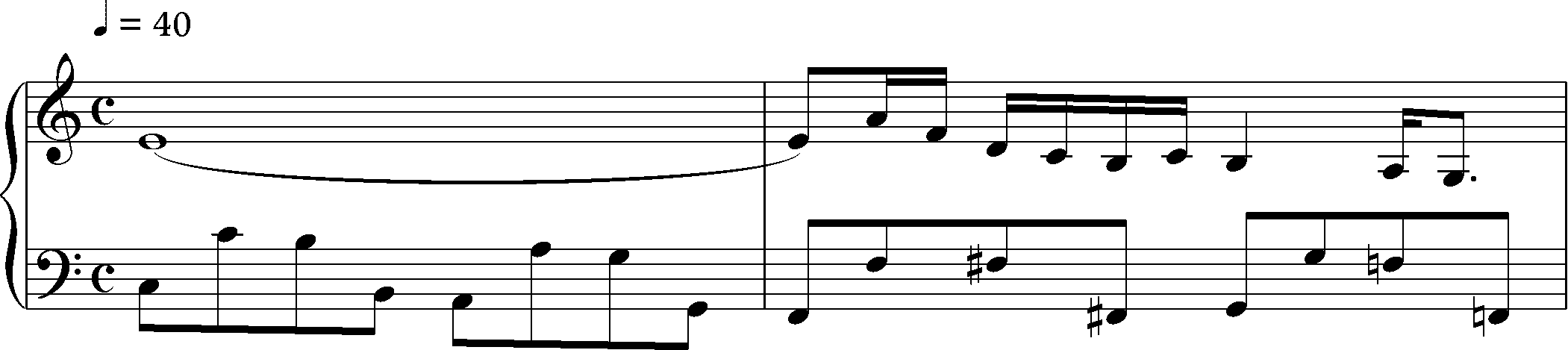
Aire de Bach de la Suite 3 compassos 1–3

Gary Brooker va dir sobre la seva composició a la seva entrevista a la revista Uncut:
| « | If you trace the chordal element, it does a bar or two of Bach's 'Air on a G String' before it veers off. That spark was all it took. I wasn't consciously combining rock with classical, it's just that Bach's music was in me. | » |

Allan Moore va assenyalar a la sèrie de ràdio de la BBC del 2018 "Soul Music" que la semblança "crea el sentit de la música [de Bach] sense citar-la". La semblança també es fa referència amb humor a l'obra de teatre de 1982 The Real Thing de Tom Stoppard i a la pel·lícula de 1991 The Commitments. Altres escriptors han observat "semblances familiars" similars amb altres obres de Bach: la Sinfonia que obre la cantata Ich steh mit einem Fuß im Grabe, BWV 156, el coral d'orgue Prelude <i id="mwxg">O Mensch, bewein' dein' Sünde groß</i>, BWV 622, de l' Orgelbüchlein i, sobretot, el coral "Zion hört die Wächter singen" a la Cantata Wachef auf, ruft uns die Stimme, BWV140. La música també pren en préstec idees de "When a Man Loves a Woman" de Percy Sledge.

## Personal
- Gary Brooker - veu, piano
- Matthew Fisher – Orgue Hammond M-102
- Ray Royer - guitarra
- David Knights - baix
- Bill Eyden - bateria

## Gràfics
| Gràfic (1967)                                | Màxima posició |
| -------------------------------------------- | -------------- |
| Alemanya Federal (Llista oficials alemanyes) | 1              |
| Argentina (Escalera a la fama)               | 9              |
| Australia (Go-Set)                           | 1              |
| Australia (Kent Music Report)                | 1              |
| Àustria (Ö3 Austria Top 40)                  | 4              |
| Bèlgica (Ultratop 50 Flandes)                | 1              |
| Bèlgica (Ultratop 50 Valònia)                | 1              |
| Canadà Top Singles (RPM)                     | 1              |
| Canadà Adult Contemporary (RPM)              | 1              |
| Dinamarca (Denmark Radio)                    | 3              |
| Espanya (Promusicae)                         | 1              |
| Finlàndia (Suomen Musiikikaupplasilitto)     | 4              |
| França (IFOP)                                | 1              |
| Irlanda (IRMA)                               | 1              |
| Itàlia (Musica e dischi)                     | 1              |
| Japó (Oricon)                                | 47             |
| Malàisia (Radio Malaysia)                    | 1              |
| Païssos Baixos (Dutch Top 40)                | 1              |
| Païssos Baixos (Single Top 100)              | 1              |
| Nova Zelanda (Listener)                      | 1              |
| Noruega (VG-lista)                           | 1              |
| Polònia (Scout Radio)                        | 2              |
| Rhodèsia (Lyons Maid)                        | 2              |
| Sud-àfrica (Springbok Radio)                 | 1              |
| Suècia (Kvällstoppen)                        | 4              |
| Suècia (Tio i Topp)                          | 8              |
| Suïssa                                       | 1              |
| UK (Record Retailer)                         | 1              |
| US Billboard Hot 100                         | 5              |
| US Hot R&B/Hip-Hop Songs (Billboard)         | 22             |
| US Cash Box Top 100                          | 5              |

| Gràfic (1972)                   | Màxima posició |
| ------------------------------- | -------------- |
| Austràlia (Kent Music Report)   | 18             |
| Bèlgica (Ultratop 50 Flandes)   | 23             |
| Irlanda (IRMA)                  | 12             |
| Païssos Baixos (Dutch Top 40)   | 1              |
| Païssos Baixos (Single Top 100) | 1              |
| UK (BMRB)                       | 13             |

| Gràfic (1967)                                | Posició |
| -------------------------------------------- | ------- |
| Alemanya Federal (Gràfics alemanys Oficials) | 17      |
| Austràlia (Go-Set)                           | 14      |
| Austràlia (Kent Music Report)                | 9       |
| Àustria (Ö3 Austria)                         | 19      |
| Bèlgica (Ultratop Flanders)                  | 9       |
| Canadà Top Singles (RPM)                     | 27      |
| Espanya (Promusicae)                         | 4       |
| França (IFOP)                                | 3       |
| Països Baixos (Dutch Top 40)                 | 14      |
| Sud-àfrica (Springbok Radio)                 | 19      |
| US Billboard Hot 100                         | 38      |
| US Cash Box Top 100                          | 47      |

| Gràfic (1972)                  | Posició |
| ------------------------------ | ------- |
| Països Baixos (Dutch Top 40)   | 21      |
| Països Baixos (Single Top 100) | 18      |

## Versió de HSAS
"A Whiter Shade of Pale" va ser versionat pel supergrup de rock nord-americà Hagar Schon Aaronson Shrieve per al seu àlbum de 1984 Through the Fire. Va ser llançat com l'únic senzill de l'àlbum i va arribar al número 94 de la llista Billboard Hot 100.

### Personal
- Sammy Hagar - veu
- Neal Schon - guitarres
- Kenny Aaronson - baix
- Michael Shrieve - bateria

## Versió d'Annie Lennox
"A Whiter Shade of Pale" va ser interpretada per la cantautora escocesa Annie Lennox per al seu segon àlbum en solitari, Medusa (1995). La cançó va ser llançada com a segon senzill de l'àlbum el maig de 1995 i es va convertir en un dels 40 millors èxits a Europa i Canadà. També es va utilitzar a la pel·lícula d'Irwin Winkler The Net (La xarxa), apareixent als crèdits de tancament.

### Recepció crítica
Steve Baltin de Cash Box va nomenar la cançó Pick of the Week, escrivint: "Per al segon senzill del seu àlbum Medusa, que són totes les versions, Lennox adopta un dels veritables clàssics del rock. Sense la sensació psicodèlica que Procol Harum tenia a l'original. versió que la cançó es metamorfitza a les mans clarament elegants de Lennox. A partir d'un so de teclat senzill, però encantador, la cançó adquireix la sensació fresca de Lennox per la qual s'ha fet famosa una de les cantants més destacades de la música. Dir que una cançó de Lennox, qualsevol tema de Lennox, és elegant és gairebé redundant, però aquesta és exactament la paraula per resumir la seva versió de la cançó. Chuck Campbell de Knoxville News Sentinel va felicitar la cançó com un "remake majestuós".

### Personal
- Annie Lennox - veu
- Peter-John Vettese, Andy Richards, Mathew Cooper – teclats
- Luís Jardim – baix
- Tony Pastor - guitarra
- Dan Gillen, Neil Conti – bateria

### Gràfics
| Gràfic (1995)                                                   | Màxima posició |
| --------------------------------------------------------------- | -------------- |
| Alemanya (Llistes oficials alemanyes)                           | 77             |
| Austràlia (ARIA)                                                | 56             |
| Bèlgica (Ultratop 50 Flandes)                                   | 48             |
| Bèlgica (Ultratop 50 Valònia)                                   | 16             |
| Canadà Top Singles (RPM)                                        | 37             |
| Canadà Adult Contemporary (RPM)                                 | 2              |
| Europa (European Hot 100 Singles)                               | 45             |
| França (SNEP)                                                   | 17             |
| Irlanda (IRMA)                                                  | 25             |
| Païssos Baixos (Single Top 100)                                 | 39             |
| Escòcia (OCC)                                                   | 11             |
| Suïssa (Swiss Hitparade)                                        | 26             |
| UK Singles (OCC)                                                | 16             |
| US Bubbling Under Hot 100 Singles (Billboard)                   | 1              |
| US Dance Singles Sales (Billboard) with "No More 'I Love You's" | 2              |
| US Billboard Hot 100 (Billboard)                                | 66             |

## Altres versions als gràfics
Una versió de The Hesitations va arribar només al número 100 (2 setmanes) a les llistes de Billboard el 1968, però va tenir millor rendiment al Canadà, arribant al número 83.
Una altra versió de RB Greaves va arribar al número 82 a les llistes de Billboard el 1970, i el número 85 al Canadà.
La cantant gal·lesa Bonnie Tyler va verionar aquesta cançó al seu quart àlbum d'estudi Goodbye To The Island publicat el 1981 sota RCA Records.